# Leon de Kogel
Leon de Kogel (Alphen aan den Rijn, 13 november 1991) is een voormalig Nederlands profvoetballer die bij voorkeur als aanvaller speelde. Hij verruilde Go Ahead Eagles in januari 2018 voor UE Cornellà.
Leon is de jongere broer van acteur en regisseur Stefan de Kogel.

## Clubcarrière
De Kogel begon met voetballen bij amateurclub SV Houten, waar hij als verdediger de gehele jeugdopleiding doorliep en een aantal wedstrijden speelde in het eerste elftal. Nadat er in het Houtense A1-elftal een tekort aan spitsen was, werd hij in de voorhoede geposteerd door trainer Jerco de Bruin, alwaar de spits 25 doelpunten maakte in één seizoen en werd gescout door FC Utrecht, dat een samenwerkingsverband onderhield met de Houtense club.
Na bij Utrecht te zijn begonnen in de A1 verdiende hij een professioneel contract waarna hij doorgeschoven werd naar de beloften van de ploeg uit de Domstad. In datzelfde jaar werd De Kogel doorgeschoven naar de Utrechtse hoofdmacht, waar hij op 6 februari 2011 zijn eerste basisplaats bekroonde met een doelpunt en een publiekslieveling is geworden, mede door zijn voorliefde voor FC Utrecht. In drie seizoenen speelt hij 35 wedstrijden voor FC Utrecht, maar in het seizoen 2013-2014 wordt hij na één gespeelde wedstrijd verhuurd aan VVV-Venlo.
Na zijn eerste seizoen in de A1 van FC Utrecht werd De Kogel opgeroepen voor het Nederlands voetbalelftal onder 19. Hier zou hij zijn debuut maken tegen Duitsland, maar de aanvaller moest het trainingskamp geblesseerd verlaten. Begin februari 2011 maakte hij deel uit van de selectie van Jong Oranje, nadat FC Twente-speler Luuk de Jong doorschoof naar het Nederlands elftal vanwege het ontbreken aldaar van de zieke Robin van Persie. Hij maakte zijn debuut in de 70e minuut van een oefenwedstrijd tegen Jong Tsjechië, toen hij inviel voor Jeffrey Bruma.
De Kogel werd op 28 augustus 2013 voor de rest van het seizoen 2013/14 verhuurd aan VVV-Venlo. De lange aanvaller scoorde direct in zijn eerste wedstrijd voor VVV-Venlo, als invaller in een wedstrijd uit bij MVV op 30 augustus 2013. In Venlo groeide de spits uit tot clubtopscorer met veertien doelpunten in 29 wedstrijden.
In 2015 maakte De Kogel de overstap naar Go Ahead Eagles, dat in de Eerste Divisie uitkwam. Hij scoorde dat seizoen 24 competitiedoelpunten, waarmee hij het naoorlogse clubrecord verbrak. Via de nacompetitie promoveerde de club naar de Eredivisie. Hij verlengde zijn contract tot 2018, en degradeerde met Go Ahead Eagles in 2017 weer naar de Eerste Divisie. In januari 2018 maakte hij de overstap naar UE Cornellà.
In juni 2018 raakte De Kogel zwaargewond bij een ernstig auto-ongeluk op Malta.
Hij zat zelf niet achter het stuur en ving de klap op. Hij moest door de brandweer uit het voertuig gezaagd worden, waarna hij in kritieke toestand werd overgebracht naar het ziekenhuis in Valletta. Hier werd hij tijdens een vijf uur durende operatie gestabiliseerd. Hierna was hij nog een dag in levensgevaar. Na een aantal dagen is De Kogel overgebracht naar het UMC Utrecht, alwaar hij opnieuw werd geopereerd.
Op 3 februari 2019 werd bekend dat De Kogel jeugdtrainer wordt van SV Houten.

## Privé
Na zijn voetbalcarrière had De Kogel een baan als makelaar.
Leon is de jongere broer van musicalster Stefan de Kogel.

## Clubstatistieken
| Seizoen                     | Club             | Competitie         | Competitie | Competitie | Beker | Beker | Internationaal | Internationaal | Overig | Overig | Totaal | Totaal |
| Seizoen                     | Club             | Competitie         | Wed.       | Dlp.       | Wed.  | Dlp.  | Wed.           | Dlp.           | Wed.   | Dlp.   | Wed.   | Dlp.   |
| --------------------------- | ---------------- | ------------------ | ---------- | ---------- | ----- | ----- | -------------- | -------------- | ------ | ------ | ------ | ------ |
| 2010/11                     | FC Utrecht       | Eredivisie         | 12         | 2          | 3     | 0     | 0              | 0              | 0      | 0      | 15     | 2      |
| 2011/12                     | FC Utrecht       | Eredivisie         | 5          | 1          | 0     | 0     | 0              | 0              | 0      | 0      | 5      | 1      |
| 2012/13                     | FC Utrecht       | Eredivisie         | 18         | 4          | 1     | 0     | 0              | 0              | 0      | 0      | 19     | 4      |
| 2013/14                     | FC Utrecht       | Eredivisie         | 1          | 0          | 0     | 0     | 0              | 0              | 0      | 0      | 1      | 0      |
| 2013/14                     | → VVV-Venlo      | Eerste divisie     | 29         | 14         | 1     | 0     | 0              | 0              | 2      | 0      | 32     | 14     |
| 2014/15                     | FC Utrecht       | Eredivisie         | 2          | 1          | 0     | 0     | 0              | 0              | 0      | 0      | 2      | 1      |
| 2014/15                     | → Almere City FC | Eerste divisie     | 18         | 2          | 2     | 0     | 0              | 0              | 0      | 0      | 20     | 2      |
| 2015/16                     | Go Ahead Eagles  | Eerste divisie     | 37         | 27         | 1     | 0     | 0              | 0              | 0      | 0      | 38     | 27     |
| 2016/17                     | Go Ahead Eagles  | Eredivisie         | 20         | 1          | 1     | 0     | 0              | 0              | 0      | 0      | 21     | 1      |
| 2017/18                     | Go Ahead Eagles  | Eerste divisie     | 13         | 2          | 1     | 0     | 0              | 0              | 0      | 0      | 14     | 2      |
| 2017/18                     | UE Cornellà      | Segunda División B | 15         | 2          | 0     | 0     | 0              | 0              | 0      | 0      | 15     | 2      |
| Carrière totaal             | Carrière totaal  | Carrière totaal    | 170        | 56         | 10    | 0     | 0              | 0              | 2      | 0      | 182    | 56     |
| Bijgewerkt op 20 maart 2020 |                  |                    |            |            |       |       |                |                |        |        |        |        |